# Antíoco VIII Filómetor
Antíoco VIII Filómetor foi o filho mais jovem de  Demétrio II e Cleópatra Teia. Filómetor foi co-regente com sua mãe após a morte de seu pai em 125 a.C. Quando ela morreu em 120 a.C, foi desafiado por seu meio-irmão Antíoco IX de Cízico. Em 116 a.C ,concordaram em dividir o reino selêucida. A disputa prolongada entre os meio-irmãos permitiu a João Hircano reafirmar a independência judaica e trazer Samaria e a Idumeia sob o controle de Jerusalém. Alexandre Janeu também aproveitou-se da luta entre Filómetor e Cízico para assaltar Ptolemaida.